# Hypomyces rosellus
Hypomyces rosellus é um fungo que pertence ao grupo dos ascomicetos. Ele parasita os cogumelos dos gêneros Russula e Lactarius. Encontrado na Suécia, a espécie foi descrita cientificamente em 1860.